# مثبت‌نگری به بدن

مجسمه‌ای برنزی بیرون موزه هنر شهر وکفوی سوئد که نماد اعتراض علیه تصویری است که جامعه از بدن مطلوب ارائه می‌کند

مثبت‌نگری به بدن (به انگلیسی: Body positivity) یک جنبش اجتماعی است که ریشه در این اعتقاد دارد که همه انسانها باید از تصویر بدنی مثبت برخوردار باشند. این جنبش، تصوری که جامعه از یک بدن خوب دارد و شکلی که از آن ارائه می‌کند را به چالش می‌کشد. این جنبش از پذیرش همه بدن‌ها بدون توجه به نوع، اندازه و شکل ظاهری دفاع می‌کند. طبیعی است این نگرش باعث تغییر رفتار افراد نسبت به برخی محصولات و خدمات مانند ابزار آمادگی جسمانی و باشگاه‌های پرورش اندام خواهد شد. فعالان مثبت‌نگری به بدن تصدیق می‌کنند که اندازه بدن فقط یکی از روش‌های مختلفی است که بدن ما توسط دیگران مورد قضاوت قرار می‌گیرد. آن‌ها همچنین با جنبش‌های عدالت نژادی، دفاع از معلولیت و… کار می‌کنند.
هدف این جنبش پرداختن به معیارهای زیبایی غیر واقعی و ایجاد اعتماد به نفس در مورد خود و دیگران است. جنبش این اندیشه را مطرح می‌کند که چیستی زیبایی ساختاری است که جامعه تعیین کرده و بیان می‌کند که این ساختار اجتماعی نباید اعتماد به نفس شخص یا عزت نفس او را خدشه‌دار کند. ایده‌ای که جنبش مثبت‌نگری به بدن را دربر گرفته بر این مفهوم تمرکز دارد که افراد باید ضمن پذیرش صفات جسمی خود، عاشق خودشان باشند.
مثبت‌نگری به بدن ریشه‌هایی در جنبش پذیرش چاقی و همچنین انجمن ملی برای پیشبرد پذیرش چاقی دارد. مثبت‌نگری به بدن با پذیرش چاقی متفاوت است زیرا همه انواع بدن را شامل می‌شود، در حالی که پذیرش چاقی فقط از افرادی که چاق یا دارای اضافه وزن محسوب می‌شوند حمایت می‌کند. جنبش مثبت‌نگری به بدن بیان می‌کند که نه خجالت به خاطر چاقی و نه شرم از لاغریِ بدن هیچ‌کدام قابل قبول نیستند و همه انواع مختلف بدن می‌توانند و باید گرامی داشته شوند.
تحقیقات نشان داده‌اند که شرم از شکل بدن در همه انواع آن، اثرات روانشناختی طولانی مدتی مانند تصویر منفی از بدن خود، افسردگی، اضطراب و همچنین اختلالات خوردن از جمله بی‌اشتهایی عصبی، پرخوری عصبی و اختلال خودزشت‌انگاری دارد.